# حامد خسروي
حامد خسروي (بالفارسية: حامد خسروی) هو لاعب كرة قدم إيراني في مركز الوسط، ولد في 25 أغسطس 1992 في تبريز في إيران. لعب مع نادي استقلال طهران ونادي ستيل آذين ونادي شهرداري تبريز.